# Corsia dell'ospedale di Arles
Corsia dell'ospedale di Arles è un dipinto a olio su tela (74x92 cm) realizzato nell'aprile del 1889 dal pittore Vincent van Gogh.
Fa parte della collezione Oskar Reinhart di Winterthur.
L'artista rappresenta il dormitorio dell'Hotel-Dieu, l'antico ospedale di Arles, dove era ricoverato a forza tra il dicembre 1888 al maggio 1889 dopo il taglio dell'orecchio. Dalle lettere sappiamo che il quadro, cominciato in loco ad aprile, fu terminato in ottobre a Saint-Rémy, nel cui manicomio Van Gogh si era volontariamente trasferito.

## Descrizione
Due file di letti riparati da tendine, corrono tristi lungo le pareti, chiuse in fondo da una porticina e un grande Crocifisso (che funge da punto di raccordo delle linee prospettiche). Mentre alcune suore addette all'assistenza percorrono la corsia, i malati si raccolgono attorno alla stufa al centro del corridoio, chi per scaldarsi, chi per fumare o leggere il giornale. Solo una sedia a sinistra (peraltro simile a quella protagonista di un altro celebre dipinto di Van Gogh) è vuota: il pittore sembra quasi volerci così suggerire la sua presenza-assenza, come se si fosse alzato un attimo per dipingere il quadro, o come se volesse testimoniare il suo internamento forzato e il conseguente autoisolamento dagli altri pazienti. Non bisogna dimenticarsi infatti che, accettando il mestiere di pazzo, da questo momento fino alla morte il pittore vivrà in una solitudine in parte volontaria, in parte forzata.